# Jacob Pétry

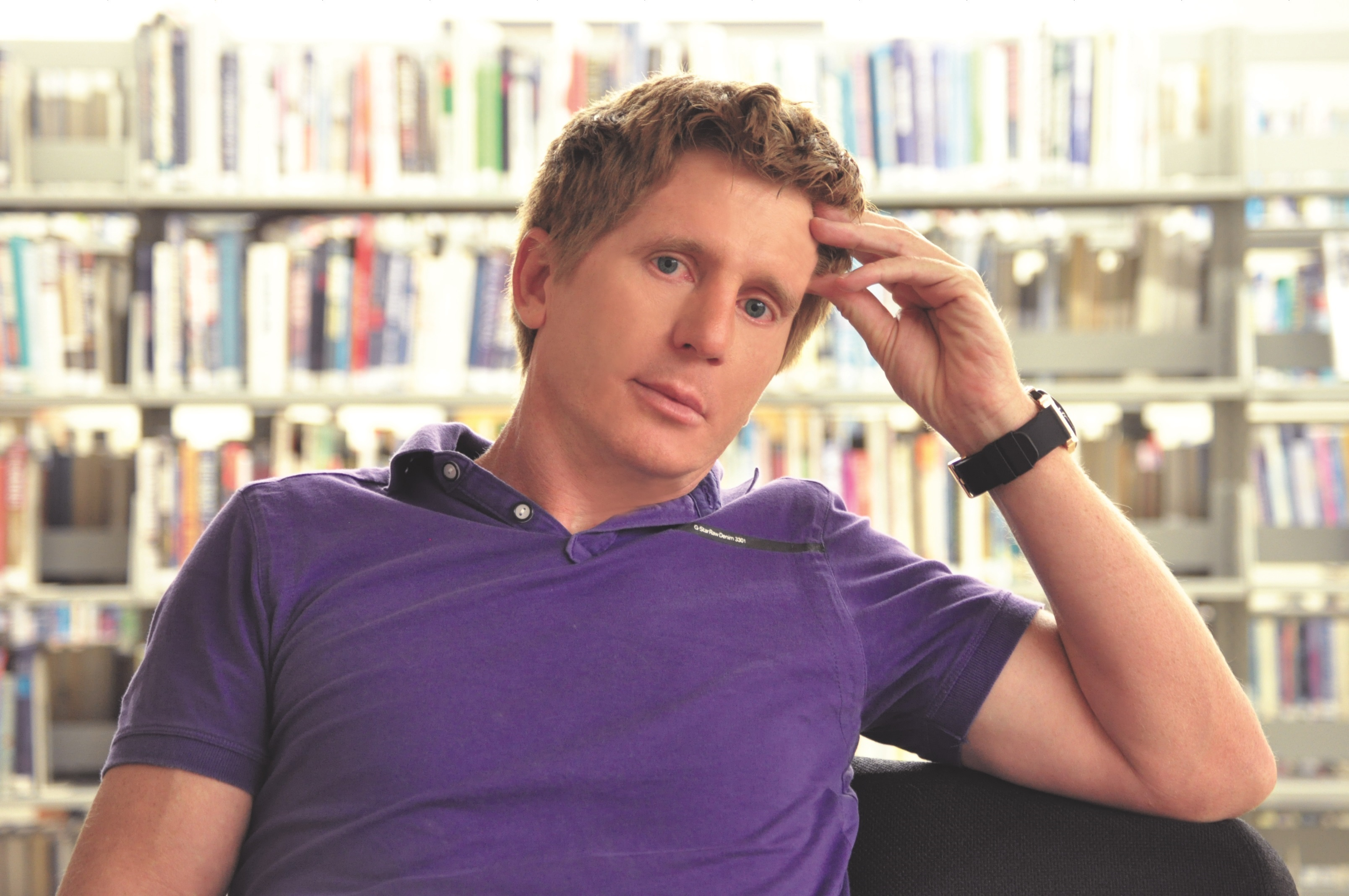
Jacob Petry

Jacob Petry (Campina das Missões, 26 de julho de 1971) é jornalista, pesquisador e escritor brasileiro radicado nos Estados Unidos. É autor de seis livros onde trata de temas diversos como psicologia da cognição, inteligência emocional e desenvolvimento pessoal.

## Obras
- Grandes Erros (1ª ed.). (Rio de Janeiro: Editora Rocco, 2015).
- O Óbvio que Ignoramos  (4ª ed.). (São Paulo: Editora Planeta do Brasil, 2016).
- Poder & Manipulação (1ª ed.). (São Paulo: Editora Faro Editorial, 2016).
- As 16 leis do sucesso, (3ª ed.). (São Paulo: Faro Editorial, 2017).

- Os atrevidos dominam o mundo.(1ª ed.). (São Paulo: Editora Planeta do Brasil, 2018).

- Seja Singular! (1ª ed.). (São Paulo: Faro Editorial, 2018).

## Obras em co-autoria
- Seja Singular! - Com Valdir R. Bündchen. (São Paulo: Faro Editorial, 2013).
- Grandes Erros - Com Simone Mitjans.(Rio de Janeiro: Editora Rocco, 2015).

## Obras publicadas em Portugal
- O Óbvio que Ignoramos. Lisboa: Editora Estrela Polar, 2010

## Teoria da Mentalidade
É autor da Teoria da Mentalidade, que afirma que a mentalidade de um indivíduo é mais importante do que outros fatores, como a inteligência, talento e criatividade, geralmente considerados determinantes na obtenção de resultados práticos na vida. Em seu livro Singular, Jacob Pétry mostra que se uma pessoa possui um alto índice de inteligência, ou um talento especial, mas possui uma mentalidade inadequada, essa inteligência ou talento especial se torna refém da mentalidade inadequada, impedindo seu desenvolvimento, produzindo resultados frustrantes. Por outro lado, se uma pessoa tem um índice médio de inteligência, mas possui uma mentalidade adequada, essa mentalidade permitirá que a inteligência aflore e se desenvolva, produzindo resultados extraordinários.

## Gisele Bündchen
No livro O Óbvio que Ignoramos, o autor escreve profusamente sobre a carreira da modelo brasileira Gisele Bündchen. Ao longo do livro, ele relata uma sequência dos eventos mais importantes da carreira da top, destacando as características e atitudes que a levaram a obter um desempenho extraordinário.